# یواس‌سی و جی‌اس گیلبرت
یواس‌سی و جی‌اس گیلبرت (به انگلیسی: USC&GS Gilbert) یک کشتی است که طول آن ۷۷٫۵ فوت (۲۳٫۶ متر) می‌باشد. این کشتی در سال ۱۹۲۹ ساخته شد.